# ヴィトー・ファン・クローイ
ヴィトー・ファン・クローイ（Vito van Crooy, 1996年1月29日 - ）は、オランダ・フェンロー出身のプロサッカー選手。アル・ワフダ・メッカ所属。ポジションはフォワード。

## 経歴
2004年、VVVフェンローの下部組織に加入し、順調にステップアップ果たして2013-14シーズンの開幕前、トップチームに昇格した。デビュー戦となったのは2014年3月9日に行われたアキレス'29とのリーグアウェイ戦であった。プロ公式戦初ゴールはKNVBカップのMVVマーストリヒト戦。
2018年7月、PECズヴォレに4年契約で移籍した。
2020年8月25日、VVVフェンローに復帰した。
2021年6月25日、3年契約でスパルタ・ロッテルダムに移籍。
2023年9月7日、アル・ワフダ・メッカに移籍した。契約期間は3年間。